# Pantholops hodgsonii
El antílope tibetano o chirú (Pantholops hodgsonii) (tibetano: གཙོད་, Wylie: gtsod, pronunciado [tsǿ]; chino:藏羚羊; pinyin: zànglíngyáng) es un bóvido de tamaño medio nativo de la meseta tibetana nororiental. La mayor parte de la población vive dentro de la frontera china, mientras que algunos se dispersan por India y Bután. Quedan menos de 150 000 individuos adultos en la naturaleza, pero actualmente se cree que la población está aumentando. En las décadas de 1980 y 1990, se pusieron en peligro debido a la caza furtiva ilegal masiva. Son cazados por su pelaje interior extremadamente suave, ligero y cálido que generalmente se obtiene después de la muerte. Esta piel interior, conocida como shahtoosh (palabra persa que significa "rey de las lanas finas"), se utiliza para tejer chales de lujo. Los chales shahtoosh se entregaban tradicionalmente como regalos de boda en la India y se necesita la piel interior de entre tres y cinco antílopes adultos para hacer un chal. A pesar de los estrictos controles sobre el comercio de productos de shahtoosh y la inclusión en la CITES, todavía hay demanda de estos artículos de lujo. Dentro de la India, los chales valen entre $1000 y $5000; a nivel internacional, el precio puede alcanzar los 20 000 dólares, matándose cerca de 20 000 especímenes para satisfacer este mercado. En 1997, el gobierno chino estableció la Reserva Natural Nacional Hoh Xil (también conocida como Kekexili) únicamente para proteger a la población de antílopes tibetanos.
Uno de los fuwa, las mascotas de los Juegos Olímpicos de Pekín 2008, era un antílope tibetano llamado YingYing, que simboliza la salud.

## Clasificación
El antílope tibetano es la única especie del género Pantholops, llamado así por el griego para "todos los antílopes". Anteriormente se clasificó en la entonces subfamilia Antilopinae (ahora se cree que era la tribu Antilopini), pero la evidencia morfológica y molecular llevó a que se colocara en su propia subfamilia, Pantholopinae, estrechamente relacionada con los antílopes cabra de la entonces subfamilia Caprinae. Sin embargo, esto ha sido discutido, y la mayoría de las autoridades ahora consideran que el antílope tibetano es un verdadero miembro de Caprinae, o la tribu Caprini. La evidencia filogenética indica que Pantholops es el miembro más basal de los Caprinae/Caprini, y pertenece a su propia tribu o subtribu, Pantholopini o Pantholopina.
Aunque el género Pantholops es actualmente monotípico, se conoce una especie fósil, P. hundesiensis, del Pleistoceno del Tíbet. Era un poco más pequeño que las especies vivas, con un cráneo más estrecho. Además, se cree que el género fósil Qurliqnoria, del Mioceno de China, es un miembro temprano de los Pantholopini, que se separó de los antílopes-cabra en esta época.

## Descripción

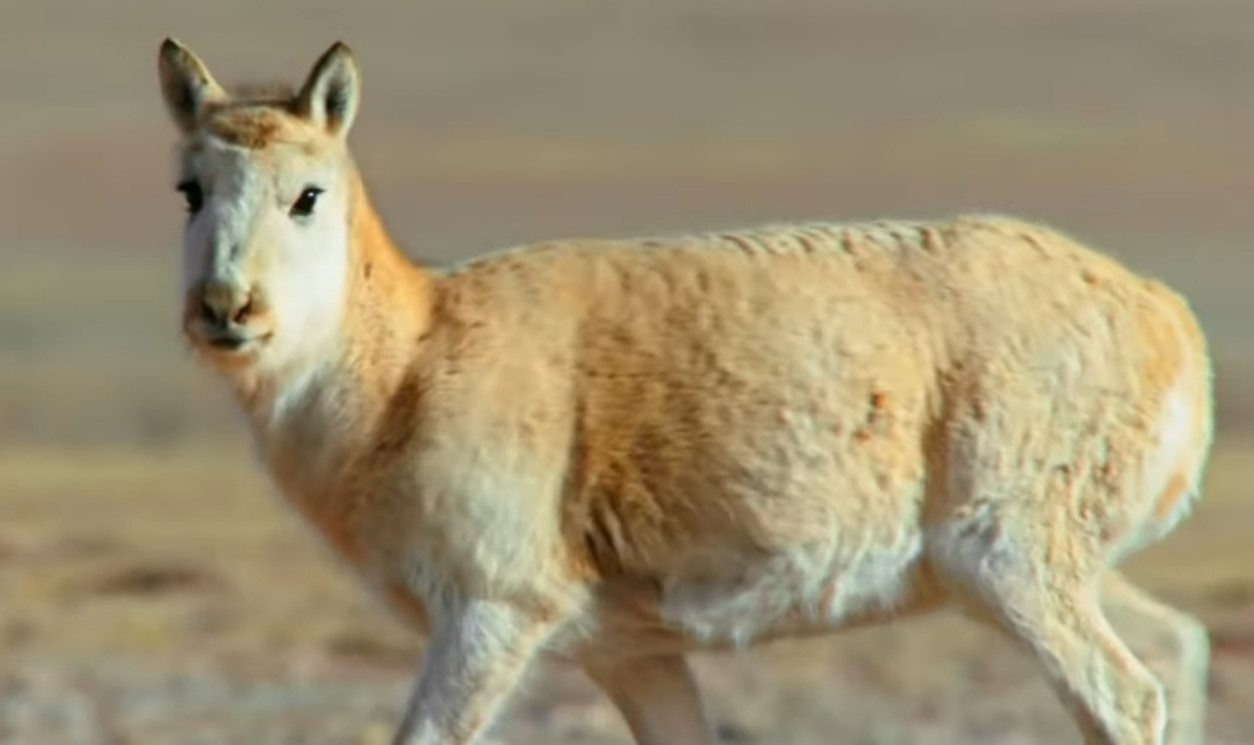
Hembra de antílope tibetano.

El antílope tibetano es de tamaño mediano, con una altura al hombro de unos 83 cm (32+1 ⁄ 2 pulgadas) en los machos y 74 cm (29 pulgadas) en las hembras. Los machos son significativamente más grandes que las hembras, pesan alrededor de 39 kg (86 lb), en comparación con 26 kg (57 lb), y también se pueden distinguir fácilmente por la presencia de cuernos y rayas negras en las piernas, de los cuales carecen las hembras. El pelaje es de color beige pálido a marrón rojizo, con un vientre blanquecino, y es particularmente grueso y lanudo. La cara es de color casi negro, con hinchazones nasales prominentes que tienen un color más pálido en los machos. En general, la coloración de los machos se vuelve más intensa durante el celo anual, con un pelaje mucho más pálido, casi blanco, que contrasta con los patrones más oscuros de la cara y las patas.
Los machos tienen cuernos largos y curvados hacia atrás que típicamente miden de 54 a 60 cm (21 a 24 pulgadas) de largo. Los cuernos son delgados, con crestas en forma de anillos en sus partes inferiores y puntas lisas y puntiagudas. Aunque los cuernos tienen una longitud relativamente uniforme, existe cierta variación en su forma exacta, por lo que la distancia entre las puntas puede ser bastante variable, desde19 a 46 cm ( 7+1 ⁄ 2 a 18 pulgadas). A diferencia de los caprinos, los cuernos no crecen durante toda la vida. Las orejas son cortas y puntiagudas, y la cola también es relativamente corta, de unos 13 cm (5 pulgadas) de largo.
El pelaje de los antílopes tibetanos es distintivo y consiste en largos pelos protectores y una capa interior sedosa de fibras más cortas. Los pelos protectores individuales son más gruesos que los de otras cabras, con paredes inusualmente delgadas y tienen un patrón único de escamas cuticulares, que se dice que se asemejan a la forma de un anillo de benceno. 

## Distribución y hábitat
Endémico de la meseta tibetana, el antílope tibetano habita ambientes alpinos abiertos y estepas frías entre 3250 y 5500 m (10 660 y 18 040 pies) de elevación. Prefieren terrenos llanos y abiertos, con escasa cobertura vegetal. Se encuentran casi en su totalidad en China, donde habitan el Tíbet, el sur de Xinjiang y el oeste de Qinghai; algunos también se encuentran al otro lado de la frontera en Ladakh, India. La población más occidental de antílopes tibetanos se encuentra en las llanuras de Depsang, donde se encuentran a altitudes de hasta 5500 m. Hoy en día, la mayoría se encuentra dentro de la Reserva Natural de Chang Tang del norte del Tíbet. Los primeros especímenes en ser descritos, en 1826, fueron de Nepal; aparentemente, la especie ha sido extirpada de la región desde entonces. No se reconocen subespecies. El lago Zhuonai (卓乃湖) en Hoh Xil es conocido como un lugar de parto para el antílope tibetano.
Una adaptación especial de la especie a su hábitat de gran altitud es la retención de la versión fetal de la hemoglobina incluso en animales adultos, lo que proporciona una mayor afinidad por el oxígeno. El antílope tibetano es la única especie de mamífero donde se ha documentado esta adaptación.
El antílope tibetano se alimenta de hierbas, pastos y juncos, a menudo excavando en la nieve para obtener comida en invierno. Sus depredadores naturales incluyen lobos, linces y leopardos de las nieves, y se sabe que los zorros rojos se alimentan de terneros jóvenes.
Los antílopes tibetanos son gregarios, a veces se congregan en manadas de cientos de ejemplares cuando se mueven entre los pastos de verano e invierno, aunque por lo general se encuentran en grupos mucho más pequeños, con no más de 20 individuos. Las hembras migran hasta 300 km (200 millas) al año a las áreas de cría en el verano, donde generalmente dan a luz a una sola cría y se reúnen con los machos en las áreas de invernada a fines del otoño.

## Reproducción

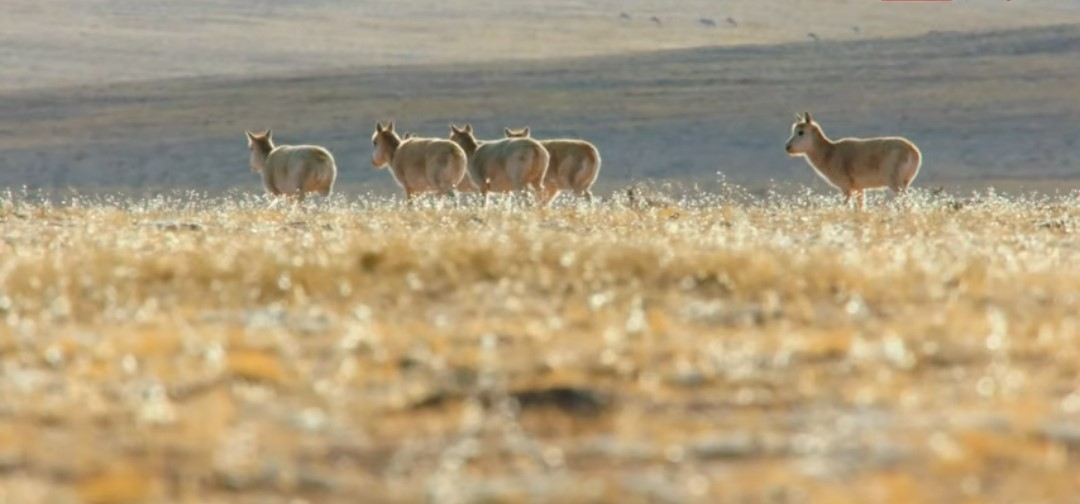
Rebaño de hembras de antílope tibetano.

La temporada de celo dura de noviembre a diciembre. Los machos forman harenes de hasta 12 hembras, aunque de una a cuatro es más común, y ahuyentan a otros machos principalmente haciendo exhibiciones o persiguiéndolos con la cabeza gacha, en lugar de pelear directamente con sus cuernos. El cortejo y el apareamiento son breves, sin la mayor parte del comportamiento que se observa típicamente en otras especies de antílopes, aunque los machos suelen rozar los muslos de las hembras con una patada de las patas delanteras. 
Las madres dan a luz a una sola cría en junio o julio, después de un período de gestación de unos seis meses. Los terneros son precoces, pudiendo ponerse de pie a los 15 minutos de nacidos. Crecen por completo en 15 meses y alcanzan la madurez sexual durante su segundo o tercer año. Aunque las hembras pueden permanecer con sus madres hasta que ellas mismas dan a luz, los machos se van dentro de los 12 meses, momento en el cual sus cuernos comienzan a crecer. Los machos determinan el estado por la longitud relativa de sus cuernos, y la longitud máxima se alcanza alrededor de los tres años y medio de edad. 
Aunque la esperanza de vida de los antílopes tibetanos no se conoce con certeza, dado que se han mantenido muy pocos en cautiverio, es probable que sea de alrededor de 10 años.

## Conservación

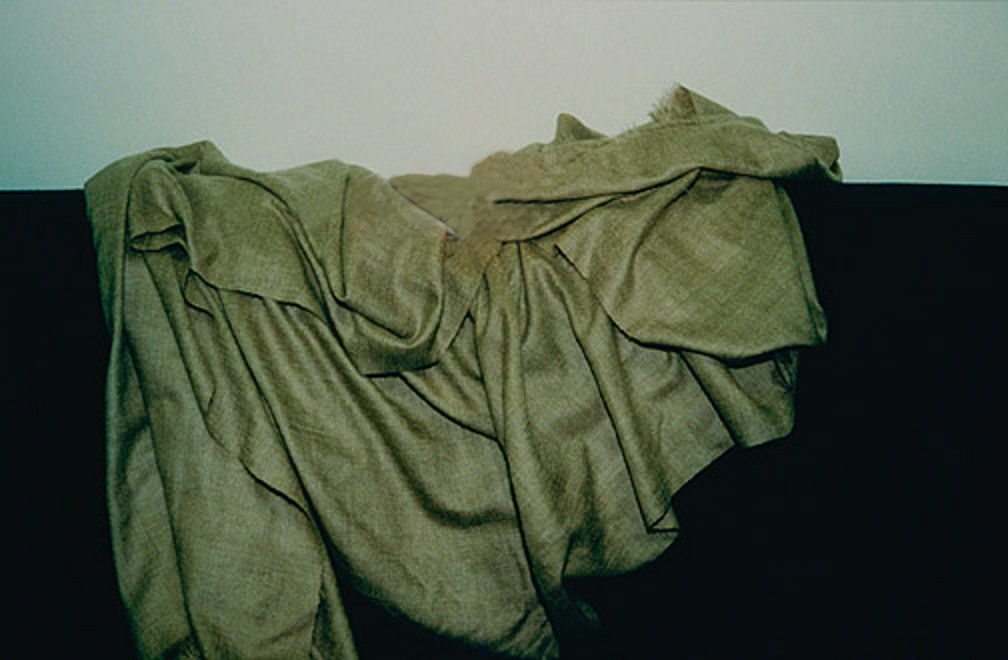
Los antílopes son asesinados por su lana, que se teje en el lujoso tejido shahtoosh, lo que amenaza la supervivencia de la especie.

Desde 1979, el antílope tibetano ha tenido protección legal bajo la Convención sobre el Comercio Internacional de Especies Amenazadas (CITES). Matar, dañar o comerciar con el animal es ilegal en todo el mundo, ya que más de 160 países son signatarios de CITES. También solía estar catalogado como En Peligro por la Unión Mundial para la Naturaleza y el Servicio de Pesca y Vida Silvestre de los Estados Unidos debido a la caza furtiva comercial por su lana inferior, la competencia con los rebaños domésticos locales y el desarrollo de sus pastizales para la extracción de oro. La piel interior (pelo plumón) de los antílopes tibetanos, que es extremadamente suave, fina y cálida, se conoce como shahtoosh y ha sido tejida tradicionalmente por artesanos y mujeres de Cachemira en chales de gran demanda en la India como dote de las niñas y en Europa como símbolo de riqueza y estatus. Tales demandas resultaron en la caza furtiva ilegal masiva en la segunda mitad del siglo XX. En consecuencia, la población de esta especie ha sufrido una severa disminución de casi un millón (estimado) a principios del siglo XX a menos de 75.000 en la década de 1990. Aunque anteriormente se vio afectada por la caza furtiva, ahora se encuentra entre la vida silvestre mejor protegida en la meseta tibetana, gracias a los efectivos esfuerzos de conservación del gobierno chino desde fines de la década de 1990. Una evaluación de 2009 estimó un aumento de la población de 150.000. La lucha para detener la caza ilegal de antílopes se retrató en la película de 2004, Kekexili: Mountain Patrol. En septiembre de 2016, el antílope tibetano fue reclasificado en la lista roja de la Unión Internacional para la Conservación de la Naturaleza (UICN) de En Peligro a Casi Amenazado debido al aumento de la población.